# جوزيف شو (محرر)
جوزيف شو (بالإنجليزية: Joseph Shaw)‏ (1874 - 1952)؛ صحفي، وكيل أدبي وروائي أمريكي.